# NGC 3652
NGC 3652 est une galaxie spirale barrée située dans la constellation de la Grande Ourse. NGC 3652 a été découverte par l'astronome germano-britannique William Herschel en 1789.

## Caractéristiques
La classe de luminosité de NGC 3652 est III-IV et elle présente une large raie HI.

### Distance
Sa vitesse par rapport au fond diffus cosmologique est de 2 252 ± 19 km/s, ce qui correspond à une distance de Hubble de 33,2 ± 2,3 Mpc (∼108 millions d'al).
À ce jour, une dizaine de mesures non basées sur le décalage vers le rouge (redshift) donnent une distance de 29,770 ± 7,506 Mpc (∼97,1 millions d'al), ce qui est à l'intérieur des valeurs de la distance de Hubble. Notons cependant que c'est avec la valeur moyenne des mesures indépendantes, lorsqu'elles existent, que la base de données NASA/IPAC calcule le diamètre d'une galaxie et qu'en conséquence le diamètre de NGC 3652 pourrait être d'environ 28,0 kpc (∼91 300 al) si on utilisait la distance de Hubble pour le calculer.

## Groupe de NGC 3665
Selon un article de A.M. Garcia paru en 1993, NGC 3652 fait partie du groupe de NGC 3665. Selon Garcia, ce groupe de galaxies est formé de sept membres, soit NGC 3648, NGC 3652, NGC 3658, NGC 3665, UGC 6146, UGC 6428 et UGC 6433.
Dans un article paru en 1998, Abraham Mahtessian mentionne aussi l'existence de ce groupe, mais il n'y figure que les quatre galaxies du catalogue NGC auquel il ajoute la galaxie UGC 6517 qui est notée 1129+3658 abréviation de CGCG 1122.3+3658.